# Közönséges szulákmoly
A közönséges szulákmoly (Bedellia somnulentella) a valódi lepkék (Glossata) alrendjébe tartozó szulákmolyfélék (Bedelliidae) családjának névadó faja.

## Elterjedése, élőhelye
Közép- és dél-európai faj, amely Magyarországon is mindenfelé megtalálható.

## Megjelenése
A lepke szürke szárnyát apró, fekete foltok tarkázzák. Szárnyának fesztávolsága 10–12 mm.

## Életmódja
Évente két nemzedéke kel ki. A lepkék nyáron és ősszel rajzanak, majd a második nemzedék lepkéi telelnek át. Az őszi rajzás egészen novemberig eltart; a lepkék ilyenkor a bükkfa nedveit isszák. A lepke nevét arról kapta, hogy a hernyó fő tápnövényei a szulák (Convolvulus) és a sövényszulák (Calystegia) fajok. A hernyó nagy foltaknákat rág ezek leveleibe.

## Külső hivatkozások
- Mészáros Zoltán – Szabóky Csaba: A magyarországi molylepkék gyakorlati albuma. Budapest: Agroinform. 2005.  arch Hozzáférés: 2018. április 6. (PDF)